# پوست‌کن

استفاده از پوستکن

پوست کن یا (چاقوی پوست کن) ابزاری است که معمولاً در آشپزخانه از آن استفاده می‌شود. عمدتاً، تشکیل شده از یک دستگیره، یک تیغه برنده و یک مکانیزم ایمنی که عمق برش تیغه را محدود می‌کند. محدودیت عمق برش، اجازه برش سطوحی نرم ولی جامد، مانند سیب زمینی را به‌صورت لایه‌های نازک و نسبتاً منظم می‌دهد. از پوست کن برای گرفتن پوست سبزیجاتی مانند هویج و سیب زمینی یا میوه‌هایی مثل خیار استفاده می‌شود. از جمله مزایای پوست کن، ایمنی آن برای کودکان و افرادی است که به هر جهت، توانایی و مهارت کمتری در استفاده از چاقو دارند. استفاده از پوست کن در مواردی می‌تواند مقرون به صرفه نیز باشد. چون نازک بریدن پوست سبزیجاتی مانند سیب‌زمینی و کدو در مقایسه با چاقو توسط شخصی غیر ماهر، ضایعات کمتری دارد. هر چند نام این وسیله پوست کن است اما ازآن در بردیدن سبزی و میوه و حتی پنیر به‌شکل لایه‌های نازک و منظم از جمله در مقدمات تهیه مربا و سالاد نیز استفاده می‌کنند.
پوست کن هم از لحاظ قیمت و هم اهداف کاربردی دارای انواع و اقسام مختلفی است. از جمله نوعی از این پوست کن که برای بریدن پنیر زرد از جمله در کشورهای اروپایی استفاده می‌شود؛ توسط یک نروژی بنام Thor Bjørklund در ۲۷ فوریه ۱۹۲۵ میلادی در اداره ثبت اطلاعات و اختراعات کشور نروژ به ثبت رسیده‌است. در مقایسه با پوست کن معمولی، چاقوی پنیر، عرض بیشتری دارد. در بعضی زبانها به پوست کن معمولی، چاقوی سیب‌زمینی و به نوع عریض آن، چاقوی پنیر می‌گویند.

## انواع

### پوستکن برقی
پوستکن برقی شامل یک صفحه ثابت نگهدارنده مواد غذایی و صفحه متحرک تیغه‌ها که بوسیله یک موتور الکتریکی هدایت می‌شود عمل کندن یا جدا کردن پوست را انجام می‌دهد.

### پوستکن دستی
پوست کن دستی قطعه ای کوچک که در کف دست جا می‌شود. شامل دسته و تیغه می‌باشد؛ و عمل کندن و جدا کردن پوست میوه یا مواد غذایی با حرکت دست انجام می‌شود.